# David di Donatello 1976
La 21a edició dels premis David di Donatello, concedits per l'Acadèmia del Cinema Italià va tenir lloc el 24 de juliol de 1976 al Teatre grecoromà de Taormina. El premi consistia en una estatueta dissenyada per Bulgari.

## Guanyadors

### Millor pel·lícula
- Cadaveri eccellenti, dirigit per Francesco Rosi

### Millor director
- Mario Monicelli - Amici miei
- Francesco Rosi - Cadaveri eccellenti

### Millor argument
- Alberto Bevilacqua i Nino Manfredi - Attenti al buffone

### Millor actriu
- Monica Vitti - L'anatra all'arancia

### Millor actor
- Ugo Tognazzi - Amici miei (ex aequo)
- Adriano Celentano - Bluff - Storia di truffe e di imbroglioni (ex aequo)

### Millor músic
- Franco Mannino - L'innocente

### Millor actriu estrangera
- Isabelle Adjani - L'Histoire d'Adèle H. (ex aequo)
- Glenda Jackson - Hedda (ex aequo)

### Millor actor estranger
- Philippe Noiret - El vell fusell (Le Vieux Fusil) (ex aequo)
- Jack Nicholson - Algú va volar sobre el niu del cucut (One Flew Over the Cuckoo's Nest) (ex aequo)

### Millor director estranger
- Miloš Forman - Algú va volar sobre el niu del cucut (One Flew Over the Cuckoo's Nest)

### Millor pel·lícula estrangera
- Nashville (Nashville), dirigit per Robert Altman

### David Europeu
- Jan Troell

### David Luchino Visconti
- Michelangelo Antonioni

### Targa d'oro
- Ennio Lorenzini, per la seva direcció a Quanto è bello lu murire acciso
- Sydney Pollack, per la seva direcció a Els tres dies del Còndor (Three Days of the Condor)
- Michele Placido, per la seva interpretació a Marcia trionfale; dirigit per Marco Bellocchio
- Christian De Sica, per la seva interpretació a Giovannino; dirigit per Paolo Nuzzi
- Agostina Belli, per la seva interpretació a Telefoni bianchi; dirigit per Dino Risi
- Martin Bregman i Martin Elfand, per la producció de Tarda negra (Dog Day Afternoon); dirigit per Sidney Lumet
- Ornella Muti, pel conjunt de la seva interpretació